# 당암항
당암항은 충청남도 태안군 남면 당암리에 있는 어항이다. 2004년 4월 28일 어촌정주어항으로 지정하여 관리하고 있다. 관리청은 태안군, 시설관리자는 태안군수이다.

## 어항구역
본 항의 어항구역은 다음과 같다.
- 수역: 본 선착장 기점 북동측 150m 지점에서 SE방향으로 230m 이동하고 SW방향으로 70m 이동하고 평행안 W방향으로 180m 이동하여 해안선과 접속한 지점 선내의 구역(34,000m2)[1]
- 육역: 7,510m2

## 개발계획
2008년 12월 10일 고시된 본 항의 개발계획은 다음과 같다.
- 호안 136m, 물양장 45m, 부지면적 7,510m2

## 주요 어종
- 우럭, 노래미, 농어, 실치, 까나리